# Rhantus latitans
Rhantus latitans är en skalbaggsart som beskrevs av Sharp 1882. Rhantus latitans ingår i släktet Rhantus och familjen dykare. Arten har ej påträffats i Sverige. Inga underarter finns listade i Catalogue of Life.